# Gare d'Auneau-Ville
Ne doit pas être confondu avec Gare d'Auneau.
 (juillet 2022).
Si vous disposez d'ouvrages ou d'articles de référence ou si vous connaissez des sites web de qualité traitant du thème abordé ici, merci de compléter l'article en donnant les références utiles à sa vérifiabilité et en les liant à la section « Notes et références ».
La gare d'Auneau-Ville est une ancienne gare ferroviaire des lignes d'Auneau-Ville à Dreux et de Beaulieu-le-Coudray à Auneau-Embranchement. Elle est située sur le territoire de la commune d'Auneau-Bleury-Saint-Symphorien, dans le département d'Eure-et-Loir, en région Centre-Val de Loire.

## Situation ferroviaire
Établie à 150 mètres d'altitude, la gare d'Auneau-Ville est située au point kilométrique (PK) 1,95 de la ligne d'Auneau-Ville à Dreux, entre les gares d'Auneau et d'Oinville - Levainville.

## Histoire
La gare de d'Auneau-Ville est mise en service le 1er avril 1876, par la Compagnie du chemin de fer de Paris à Orléans (PO), lorsqu'elle ouvre à l'exploitation la section d'Auneau-Ville à Beaulieu-le-Coudray. La section d'Auneau-Ville à Auneau-embranchement, longue de 2 km, ouvrant le 6 janvier 1877.
Elle sera fermée au trafic voyageur le 1er août 1939. Un trafic marchandises subsistera sur la section Beaulieu-le-Coudray - Auneau-Ville jusqu'en juillet 1971.

## Service des voyageurs
La gare est fermée au service voyageurs et marchandises.